# Siegfried Lenz
Siegfried Lenz [zígfríd lenc] (17. března 1926 Lyck, Východní Prusko – 7. října 2014 Hamburk) byl německý spisovatel.

## Dílo
Ve svých dílech analyzuje vinu německého národa a přetrvávající důsledky jeho nacistické minulosti.
- Tak hezky bylo v Šulákově (1955) – povídka
- Muž v proudu (1957)
- Hodina němčiny (1968) – nejvýznamnější dílo, policista Jepsen (z titulu své funkce fanatický zastánce nacismu) a malíř Nansen (jemuž nacisté zakázali malovat)
- Vzor (1973)
- Vlastivědné muzeum (1978) – rozsáhlé dílo, které se dotýká vyhnání Němců z pohraničí. Hlavní hrdina, Roggala, buduje muzeum. Když utíká na západ, dostane se s ním část exponátů ven a budování muzea začíná znovu. Když Roggala zjistí, že muzeum je využíváno k politickým a nacionalistickým cílům, sám muzeum podpálí.
- Cvičiště (1985)

## Ocenění
- 1979 Cena Andrease Gryphia (Andreas-Gryphius-Preis)
- 1999 Goethova cena města Frankfurt nad Mohanem (Goethepreis der Stadt Frankfurt)